# دروازه راهزان

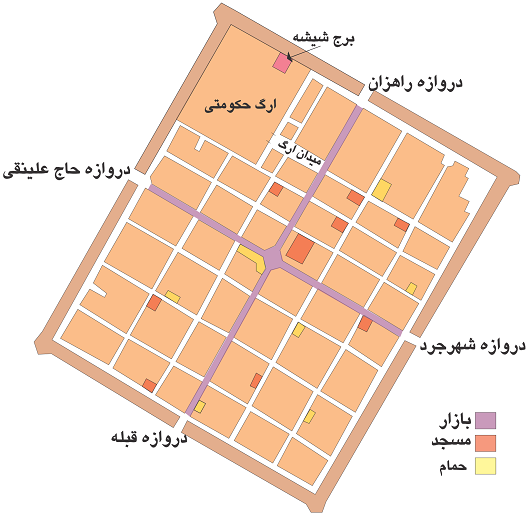
موقعیت دروازه راهزان در قلعه سلطان‌آباد

دروازه راهزان یکی از دروازه‌های چهارگانه قلعه سلطان‌آباد بوده که همزمان با ساخت بنای شهر، این دروازه نیز ساخته شده است. این دروازه، گذرگاه شمالی قلعه محسوب می‌شده و از آنجا که به سمت روستای راهزان باز می‌شد، دروازه راهزان لقب گرفت. 